# Miosina

Molècules de miosina patint un canvi en la conformació en temps real, imatge amb microscòpics atòmic i de fluorecències

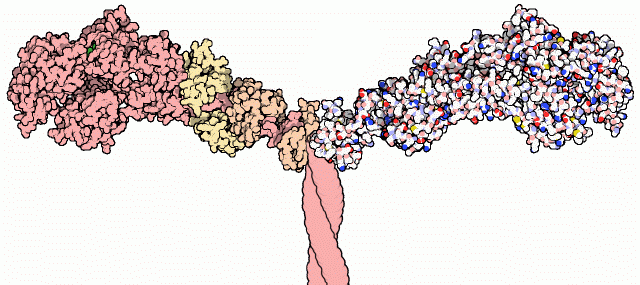
Part de l'estructura de la miosina II, els àtoms en la cadena pesada estan de color roig i els àtoms de les cadenes lleugeres ho estan de color taronja i groc.

La miosina és una gran família de proteïnes motrius (de moviment) que es troben en els organismes eucariotes. Es tracta de proteïnes fibroses, els filaments de les quals tenen una longitud d'1,5 µm i un diàmetre de 15 nm. La miosina està implicada en la contracció muscular per interacció amb l'actina.
La paraula miosina (del grec myo = múscul) en un principi es feia servir per descriure un grup d'ATPases similars però no idèntiques que es trobaven en les cèl·lules musculars estriades i llises
S'ha anat descobrint un gran nombre de miosines, algunes de les quals no es troben en els músculs.

## Estructura i funció
La majoria de les miosines es componen de cap, coll i cua.
La miosina és la proteïna més abundant del múscul esquelètic. Representa entre el 60% i el 70% de les proteïnes totals i és el constituent principal dels filaments gruixuts.
La miosina és una ATPasa, és a dir que, hidrolitza l'ATP per a formar ADP i Pi, reacció que proporciona l'energia per a la contracció muscular.
La miosina està composta de dues cadenes pesades idèntiques, cadascuna de 230 kDa (quilodàltons), i 4 cadenes lleugeres de 20 kDa cadascuna. La molècula té una regió globular de doble cap unida a una llarga cadena en hèlix de doble cadena. Cada cap s'uneix a dues cadenes lleugeres diferents. Totes les miosines tenen la seqüència:
que és similar a la seqüència trobada en el lloc actiu d'altres ATPases. La lisina s'uneix a l'alfa fosfat de l'ATP.
L'estructura en hèlix alfa ininterrompuda de la cua de la miosina, és afavorida per l'absència de prolina en intervals de més de 1000 residus i per l'abundància de leucina, alanina i glutamat.
La porció de l'estructura quaternària globular de la miosina té activitat ATPàsica i es combina amb l'actina. Dues de les cadenes lleugeres són idèntiques (una en cada cap) i poden ser remogudes sense pèrdua de l'activitat ATPàsica. Les altres dues cadenes lleugeres no són idèntiques i es veuen requerides per a l'activitat ATPàsica i per la unió de la miosina a l'actina.
La miosina pot escindir-se amb la tripsina en dos fragments anomenats meromiosina lleugera i meromiosina pesada.
La meromiosina lleugera forma filaments, manca d'activitat ATPàsica i no es combina amb l'actina; és una cadena de doble filat alfa helicoidal de 850 Å de longitud. La meromiosina pesada catalitza la hidròlisi de l'ATP, s'uneix a l'actina, però no forma filaments i genera la força per a la contracció muscular; consta d'una barra curta unida a dos dominis globulars que són els caps de la miosina. La meromiosina pesada pot escindir-se per la papaïna en dos subfragments en forma de bastó anomenat S2. Cada fragment S1 té un lloc amb activitat ATPàsica i un lloc d'unió a l'actina.
Cada miofibril·la consta de múltiples miofilaments que són unes cadenes primes o gruixudes compostes químicament de dues proteïnes especials, actina i miosina. Els miofilaments d'una miofibril·la no abasten tota l'extensió de la fibra muscular sinó que es divideixen en compartiments anomenats sarcòmers.
L'agrupació de miofilaments prims o d'actina formen les bandes transversals clares d'una miofibril·la i l'agrupació de les segones o de miosina, les bandes fosques. Les primeres es coneixen també com bandes I i les segones com bandes A. Aquestes bandes s'alternen. Les banda I i A en conjunt s'anomenen sarcòmer. A més de l'actina els miofilaments prims tenen altres dues molècules de proteïna que són troponiosiona i troponina que intervenen en la regulació de les contraccions musculars.
Un sarcòmer està separat dels altres dos per zones estretes de material dens que són les línies Z. Els filaments prims es fixen en les línies Z i ese projecten en ambdues direccions.
A més d'actina, els miofilaments prims contenen altres dos tipus de proteïna així com llocs receptors de miosina. Cada filament de miosina té unes petites projeccions anomenades ponts, las quals a l'interaccionar amb els filaments d'actina produeixen la contracció.
Els miofilaments gruixuts s'interdigiten amb els extrems lliures dels miofilaments prims i ocupen la banda A de la sarcòmera. En la meitat d'aquesta banda s'aprecia la zona H. Les molècules de miosina que la integren tenen zones per les quals poden unir-se a les molècules d'actina i altres a l'ATP.

## Contingut de les microfibril·les
Les miofibril·les estan envoltades d'un fluid intracel·lular anomenat sarcoplasma, que conté ATP, PC, enzims, proteïnes, mioglobina, lípids, minerals, etc.
Dins les miofibril·les hi ha grànuls de glucogen, mioglobina, lípids, substàncies riques en energia (fosfocreatina = CP) i proteïnes contràctils que formen part de les taques clares i fosques.

## Galeria

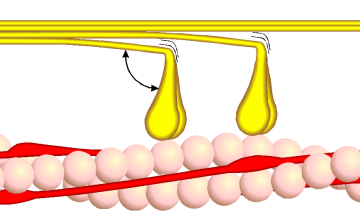
Fase 1
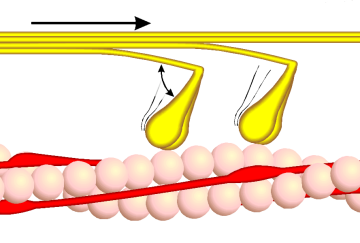
Fase 2
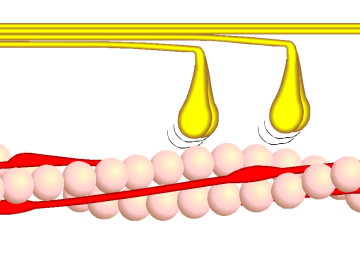
Fase 3
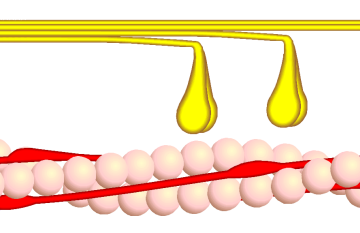
Fase 4